# 3.º Troféu HQ Mix
O 3º Troféu HQ Mix foi realizado em 24 de julho de 1991 no Sesc Pompeia, em São Paulo, premiando pessoas, editoras e obras ligadas às histórias em quadrinhos referentes a lançamentos de 1990. Os vencedores foram escolhidos por críticos e leitores através de urnas instaladas em livrarias especializadas. O evento foi apresentado por Serginho Groisman.

## Prêmios[1][2]
| Categoria                          | Vencedor                                                                                          |
| Álbum de clássico                  | Príncipe Valente (Hal Foster / editora Ebal)                                                      |
| Álbum de ficção, aventura e terror | Bradbury - o papa-defuntos (vários autores / adaptações de contos de Ray Bradbury / editora L&PM) |
| Álbum de humor                     | Sir Ney - que rei fui eu (Novaes / editora Ícone)                                                 |
| Álbum erótico                      | Little Ego (Giardino / editora Martins Fontes                                                     |
|                                    | Fetichast (José Márcio Nicolosi / editora Sampa)                                                  |
|                                    | Clic 2 (Milo Manara / editora Martins Fontes)                                                     |
| Desenhista estrangeiro             | Kent Willians                                                                                     |
| Desenhista nacional                | Laerte                                                                                            |
| Desenhista revelação               | Jaca                                                                                              |
| Edição especial                    | Lex Luthor - biografia não-autorizada (James D. Hudnall e Eduardo Barreto / editora Abril Jovem)  |
| Editora do ano                     | Globo                                                                                             |
| Grande contribuição                | Livraria Devir                                                                                    |
| Grande mestre                      | Flávio Colin                                                                                      |
| Graphic novel estrangeira          | Drácula (Graphic Album n° 1) (Jon J. Muth / editora Abril Jovem)                                  |
| Fanzine                            | Nhô-Quim (Henrique Magalhães e José Carlos Ribeiro, editores) Guia das HQs Tindie                 |
| Livro teórico                      | Quadrinhos e arte seqüencial (Will Eisner / editora Martins Fontes)                               |
| Minissérie                         | V de Vingança (Alan Moore e David Lloyd / editora Globo)                                          |
| Personagem destaque                | Sandman                                                                                           |
| Projeto gráfico                    | Chiclete com Banana (Angeli / editora Circo)                                                      |
| Revista de clássico                | Spirit                                                                                            |
| Revista de humor                   | Piratas do Tietê (Laerte / editora (Circo)                                                        |
| Revista de terror                  | Sandman (Neil Gaiman e vários desenhistas / editora Globo)                                        |
| Revista independente               | Dundum Quadrinhos (Adão Iturrusgarai e Gilmar Rodrigues, editores)                                |
| Revista infantil                   | Trapalhões (editora Abril)                                                                        |
| Revista mix                        | Animal (vários autores / editora VHD Diffusion)                                                   |
| Roteirista estrangeiro             | Alan Moore                                                                                        |
| Roteirista nacional                | Laerte                                                                                            |
| Tira estrangeira                   | Calvin e Haroldo (Bill Watterson)                                                                 |
| Tira nacional                      | Níquel Náusea (Fernando Gonsales)                                                                 |